# E1 (Cisgiordania)
E1 (acronimo di East 1), nota anche come corridoio E1, è un'area della Cisgiordania compresa entro i confini municipali dell'insediamento israeliano di Ma'ale Adumim. Si trova a nord-est di Gerusalemme Est e a ovest di Ma'ale Adumim, e copre circa 12 km². Nell’area vivono diverse comunità beduine, tra cui il villaggio di Khan al-Ahmar, e ha sede un grande quartier generale della polizia israeliana.
Nel 2013, attivisti palestinesi vi istituirono il campo di protesta Bab al-Shams. Nel 2025 il ministro delle Finanze israeliano Bezalel Smotrich ha approvato un piano per la costruzione di circa 3.400 abitazioni nell’area, dichiarando che ciò avrebbe «seppellito l’idea dello Stato Palestinese con tutti i palestinesi».

## Storia
Il piano E1 fu originariamente elaborato nel 1995 dal primo ministro israeliano Yitzhak Rabin, ma rimase sospeso per anni a causa delle pressioni della comunità internazionale. L'iniziativa non coincide con l'espansione diretta di Maʽale Adumim, bensì con la creazione di un nuovo quartiere tra Gerusalemme e l'insediamento.

## Critiche
Secondo numerosi osservatori, la costruzione in E1 rischia di separare la Cisgiordania settentrionale da quella meridionale, minacciando la continuità territoriale necessaria per uno Stato Palestinese. L'area è inoltre descritta da vari critici come parte di una strategia volta a rafforzare la presenza israeliana intorno a Gerusalemme Est.

## Comunità internazionale
La comunità internazionale considera gli insediamenti israeliani nei territori occupati, inclusa l'area E1, una violazione del diritto internazionale secondo la Quarta Convenzione di Ginevra. Paesi come Arabia Saudita, Francia, Regno Unito, Canada e Australia hanno condannato il progetto.

## Posizione israeliana
Il governo israeliano sostiene che lo sviluppo di E1 sia necessario per garantire la sicurezza di Gerusalemme e confini difendibili. Organizzazioni pacifiste israeliane come Peace Now considerano invece il progetto un grave ostacolo alla soluzione dei due Stati.